# De tre (film)
De tre är en amerikansk film från 1936 i regi av William Wyler. Manus skrevs av Lillian Hellman efter hennes pjäs The Children's Hour från 1934. På grund av produktionskoden ändrades dock handlingen i filmen jämfört med pjäsen. Wyler gjorde en nyinspelning av filmen 1961 med den svenska titeln Ryktet.
Bonita Granville som gör en viktig biroll i filmen nominerades senare till en Oscar i kategorin bästa kvinnliga biroll, hon vann dock inte.

## Rollista
- Miriam Hopkins - Martha Dobie
- Merle Oberon - Karen Wright
- Joel McCrea - Dr. Joseph Cardin
- Catherine Doucet - Mrs. Lily Mortar
- Alma Kruger - Mrs. Amelia Tilford
- Bonita Granville - Mary Tilford
- Marcia Mae Jones - Rosalie Wells
- Carmencita Johnson - Evelyn
- Mary Anne Durkin - Joyce
- Margaret Hamilton - Agatha
- Walter Brennan - taxichaufför